# Tore Pedersen
Tore Pedersen (Fredrikstad, Noruega, 29 de setembre de 1969) és un futbolista noruec retirat que disputà 47 partits amb la selecció de Noruega.